# 圣欧亨尼娅-德贝尔加
圣欧亨尼娅-德贝尔加（西班牙語：Santa Eugenia de Berga）是西班牙加泰罗尼亚巴塞罗那省的一个市镇。总面积7平方公里，总人口2244人（2013年），人口密度321人/平方公里。